# Xã Athens, Quận Gentry, Missouri
Xã Athens (tiếng Anh: Athens Township) là một xã thuộc quận Gentry, tiểu bang Missouri, Hoa Kỳ. Năm 2010, dân số của xã này là 2.178 người.